# Antoni Anglada i Pujals
Antoni Anglada i Pujals (Vic, Província de Barcelona, 1837 - 1870) fou un advocat i periodista. Cursats els estudis al Seminari de Vic i defensades les conclusions de teologia, anà a la Universitat de Barcelona per ampliar la seva formació filosòfica i estudiar jurisprudència. S'ordenà sacerdot a Barcelona en 1861, cinc anys abans de llicenciar-se (1866). A la capital hi va viure alguns mesos, fruint d'un benefici que hi havia obtingut. Tornà, però, a Vic. Dos anys abans de morir fou nomenat catedràtic del Seminari (1868) i un any després fundà, juntament amb Ramon Sala i Fugurull, Andreu Duran i Lluís Suaña, l'influent setmanari religiós El Domingo, Seminario religioso dedicado á sostener la fe y la Piedad de los verdaderos católicos.